# مگس‌گیر تیره
مگس‌گیر تیره (نام علمی: Cnemotriccus fuscatus) یک پرنده گنجشک‌سان کوچک از تیرهٔ ژیان‌مرغان و تنها عضو از سردهٔ Cnemotriccus است که از کلمبیا و ونزوئلا از جنوب تا بولیوی، پاراگوئه و آرژانتین و در ترینیداد و توباگو زادآوری می‌کند. این مگس‌گیر در شمال و شرق آمریکای جنوبی، شامل سراسر حوضه آمازون و گویان همچنین همهٔ برزیل به‌جز منطقه مرزی دورتر جنوب شرقی با اروگوئه یافت می‌شود.